# Хоткув
Хоткув (пол. Chotków, нім. Hertwigswaldau) — село в Польщі, у гміні Бжезьниця Жаґанського повіту Любуського воєводства.
Населення — 776 осіб (2011).
У 1975-1998 роках село належало до Зеленогурського воєводства.

## Демографія
Демографічна структура станом на 31 березня 2011 року:
|          | Загалом | Допрацездатний вік | Працездатний вік | Постпрацездатний вік |
| -------- | ------- | ------------------ | ---------------- | -------------------- |
| Чоловіки | 407     | 86                 | 289              | 32                   |
| Жінки    | 369     | 73                 | 218              | 78                   |
| Разом    | 776     | 159                | 507              | 110                  |